# Eburons Dôme
De Eburons Dôme is een sportaccommodatie van Sportoase in het Belgische Tongeren. 

## Accommodatie
In de sportaccommodatie Eburons Dôme is er een grote sporthal aanwezig met een capaciteit van rond de 1.000 zitplaatsen. In de sporthal speelt Handbal Tongeren zijn thuiswedstrijden. Ook is er een zwembad en fitnesscentra aanwezig.